# Калиновка (Беловский район)
Кали́новка — деревня в Беловском районе Кемеровской области. Входит в состав Моховского сельского поселения.

## География
Центральная часть населённого пункта расположена на высоте 194 метров над уровнем моря.

## Население
По данным Всероссийской переписи населения 2010 года, в деревне Калиновка проживает 152 человека (71 мужчина, 81 женщина).